# Olivia (cantante 1981)
Olivia Theresa Longott, conosciuta semplicemente come Olivia (New York, 15 febbraio 1981), è una cantante statunitense.

## Biografia
Nel 2000 è stata la prima artista a firmare un contratto con l'etichetta discografica di Clive Davis, la J Records. Il suo primo album Olivia è stato pubblicato nel 2001 e contiene i singoli Bizounce, giunto sino alla quindicesima posizione nella classifica Billboard Hot 100, e Are U Capable. L'album è stato certificato disco d'oro dalla RIAA il 17 novembre 2003.
Nel 2004, Olivia è la prima donna a firmare un contratto con la G-Unit Records, e collabora all'album di 50 Cent The Massacre, incluso nel singolo di successo Candy Shop. Inoltre Olivia collabora a Wild 2Nite di Shaggy e pubblica il singolo Best Friend, featuring 50 Cent nel 2006. Nel 2007 Olivia lascia la G-Unit Records, perché frequentava la rapper Missy Elliot e secondo 50 Cent si concentrava poco sul lavoro e dopo che le registrazioni del suo secondo album Behind Closed Doors erano state più volte rimandate dato che Olivia non si presentava quasi mai in studio 50 Cent scelse di cancellare il progetto e di cacciarla.
Nel 2009 Olivia ha annunciato da aver firmato un nuovo contratto con la Universal Motown, che pubblicherà nel 2011 il suo secondo album intitolato Show the World.

## Discografia
- 2001 - Olivia
- 2011 - Show the World